# نادي كيل لكرة اليد
نادي كيل لكرة اليد،هو نادي لكرة اليد من مدينة كيل، ويلعب في الدوري الألماني لكرة اليد، النادي صاحب الرقم القياسي بالفوز بالدوري برصيد 22 لقب.
كان عامي 2007 و 2012 أكثر الأعوام نجاحًا في تاريخ النادي ، حيث حقق نادي كيل الثلاثية بالفوز بالدوري المحلي، والكأس المحلية، ودوري أبطال أوروبا لكرة اليد. في عام 2012، فاز الفريق بكل مباريات الدوري، حدث ذلك لأولى مرة في رياضة جماعية في ألمانيا.
أنهي النادي موسم 2019-20 كفائزين بدوري أبطال أوروبا، والدوري الألماني.

## الألقاب
- الدوري الألماني لكرة اليد: 22

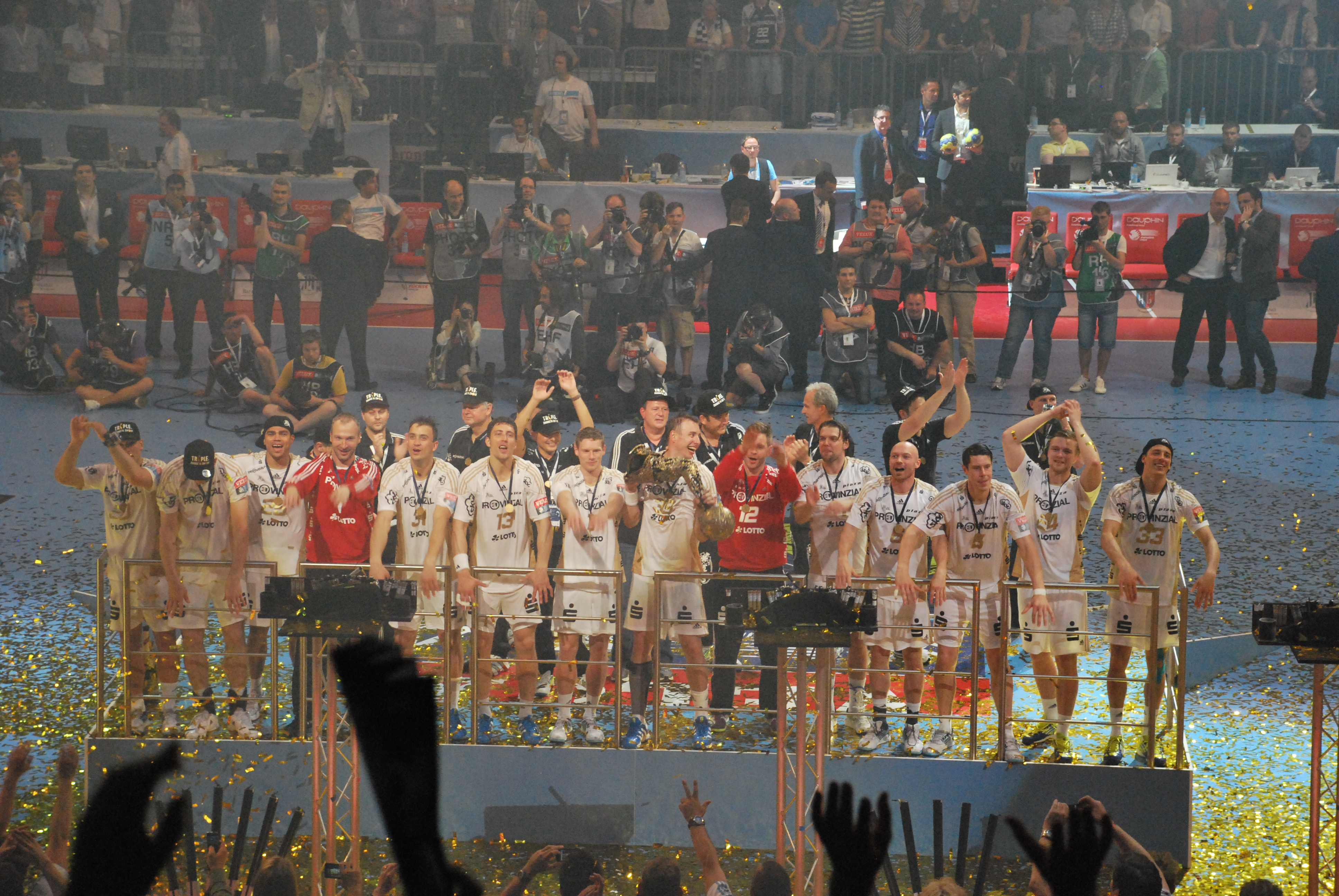
لاعبو نادي كيل أثناء الأحتفال بأحرازهم بطولة دوري أبطال أوروبا.

  -  ذهبية البطل: 1957، 1962، 1963، 1994، 1995، 1996، 1998، 1999، 2000، 2002، 2005، 2006، 2007، 2008، 2009، 2010، 2012، 2013 ، 2014 ، 2015 ، 2020، 2021
- كأس الاتحاد الألماني لكرة اليد: 11
  -  ذهبية البطل: 1998، 1999، 2000، 2007، 2008، 2009، 2011، 2012، 2013، 2017، 2019
- كأس السوبر الألماني لكرة اليد: 11
  -  ذهبية البطل: 1995، 1998، 2005، 2007، 2008، 2011، 2012، 2014، 2015، 2020، 2021
- دوري أبطال أوروبا لكرة اليد 
  -  ذهبية البطل: 2007، 2010، 2012، 2020
  -  فضية الوصيف: 2000، 2008، 2009، 2014
- كأس أوروبا لكرة اليد
  -  ذهبية البطل: 1998، 2002، 2004، 2019
- كأس السوبر الأوروبية: 1
  -  ذهبية البطل: 2007
  -  فضية الوصيف: 2004
- بطولة أندية أوروبا الوصيف: 1
  - 2004
- بطولة العالم للأندية لكرة اليد:
  -  ذهبية البطل: 2011
  -  فضية الوصيف:2012 ، 2019

## السجل الأوروبي

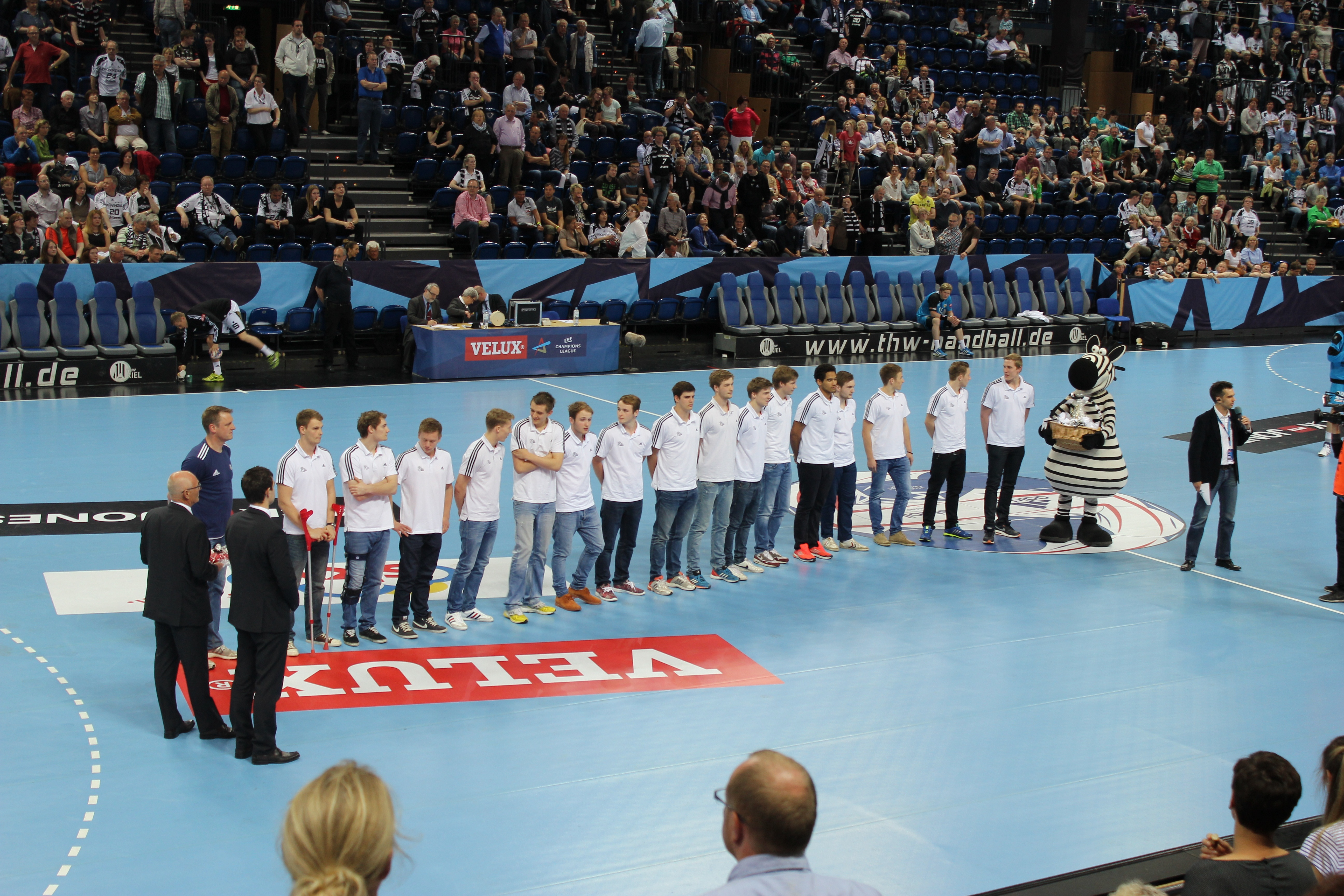
لاعبو نادي كيل قبل مباراة في الدوري.

| موسم      | مسابقة                      | مستدير                         | النادي                     | المبارة الأولى | المحطة الثانية | إجمالي |
| --------- | --------------------------- | ------------------------------ | -------------------------- | -------------- | -------------- | ------ |
| 2021 - 22 | دوري أبطال أوروبا لكرة اليد | مباريات المجموعات (المجموعة أ) | نادي ميشكوف برست لكرة اليد |                | 33-30          |        |
| 2021 - 22 | دوري أبطال أوروبا لكرة اليد | مباريات المجموعات (المجموعة أ) | Elverum Håndball           | 41–36          |                |        |
| 2021 - 22 | دوري أبطال أوروبا لكرة اليد | مباريات المجموعات (المجموعة أ) | نادي مونبلييه لكرة اليد    |                | 30 - 37        |        |
| 2021 - 22 | دوري أبطال أوروبا لكرة اليد | مباريات المجموعات (المجموعة أ) | RK زغرب                    | 36 - 28        |                |        |
| 2021 - 22 | دوري أبطال أوروبا لكرة اليد | مباريات المجموعات (المجموعة أ) | SC Pick Szeged             | 32 - 32        |                |        |
| 2021 - 22 | دوري أبطال أوروبا لكرة اليد | مباريات المجموعات (المجموعة أ) | نادي فاردار لكرة اليد      |                | 29-26          |        |
| 2021 - 22 | دوري أبطال أوروبا لكرة اليد | مباريات المجموعات (المجموعة أ) | نادي آلبورغ لكرة اليد      |                |                |        |

## التشكيلة

### الجهاز الفني
طاقم العمل لموسم 2019-20.
| المنصب                | اسم                |
| --------------------- | ------------------ |
| مدير عام              | تورستن ستورم       |
| مدير الرياضة          | فيكتور سيلاجي      |
| المدير الفني          | فيليب جيشا         |
| مساعد مدرب            | كريستيان سبرينجر   |
| مدرب حراس المرمى      | ماتياس أندرسون     |
| طبيب الفريق           | د. ديتليف برانديكر |
| طبيب الفريق           | دكتور فرانك بريز   |
| قائد الفريق           | مايكل مينزل        |
| اخصائي العلاج الطبيعي | مايك بولت          |
| اخصائي العلاج الطبيعي | ستيفان ليناو       |
| اخصائي العلاج الطبيعي | جان بوك            |

### تشكيلة موسم 2021-2022:[4]
| حراس - 01 نيكلاس لندن جاكوبسن - 21 Dario Quenstedt جناح أيسر - 07 ماغنوس لندين جاكوبسن - 23 روني دامكه Right wingers - 03 Sven Ehrig - 18 نيكلاس إيكبرج لاعب دائرة - 17 باتريك فينتسك - 61 هندريك بيكلر | وسط مدافع - 28 بافل هوراك - 53 نيكولا بيليك وسط مدافع - 04 دوماغوي دوفنجاك (كابتن) - 05 ساندر ساجوسين - 24 ميها زارابيك ظهير أيمن - 06 هارالد رينكيند - 13 ستيفين واينهولد |

### الانتقالات
الانتقالات لموسم 2022–23
| انضم - توماش مركفا (حارس مرمي) (من نادي برقيشر لكرة اليد) | رحل - Dario Quenstedt (GK) (إلي نادي هانوفر بورغدورف لكرة اليد) |

الانتقالات لموسم 2023–24
| انضم | رحل - ساندر ساجوسين (وسط مدافع) (إلي Kolstad Håndball) |

### لاعبين سابقين بارزين
| - Stefan Lövgren - Staffan Olsson - مارقوس وسلندر - Johan Petersson ‏ - كيم أندرسون - Marcus Ahlm - Peter Gentzel - Henrik Lundström - مارتن بوكويست - ماتياس أندرسون - Per Linders - لوكاس نيلسون - هينينج فريتز - دومينيك كلاين - Thomas Knorr - توبياس رايخمان - كريستيان سبرنجر - كريستيان زيتز - أندرياس فولف - كريستيان ديسينجير | - نيكولا كاراباتيتش - دانييل نارسيس - تييري أومير - جيروم فرنانديز - إيغور أنيتش - نيكولاي جاكوبسن - راسموس لوج شميت - رينيه توفت هانسن - Lars Krogh Jeppesen - Morten Bjerre - غوران ستويانوفيتش ‏ - Ljubomir Pavlović - مومير إيليتش - ماركو فوجين - دافور دومينيكوفيتش - إيليا بروزوفيتش - بلاجنكو لاكوفيتش - بورغ لوند - فروده هاغن | - Daniel Waszkiewicz - Piotr Przybecki - جودجون فالور سيغوردسون - آرون بالمارسون - Predrag Timko - Senad Fetahagić - فيليب جيشا - فيد كافتيتشنيك - خوان كانيياس - وائل جلوز - زفونيمير سيرداروشيتش - Andrei Xepkin - Julio Fis |

### المدربين السابقين البارزين
- Željko Seleš
- زفونيمير سيرداروشيتش
- ألفريد جيسلاسون

## وصلات خارجية
- الموقع الرسمي